# NGC 4161
NGC 4161 este o liner situată în constelația Ursa Mare. A fost descoperită în 17 aprilie 1789 de către William Herschel.